# Xylotrechus rufonotatus
Xylotrechus rufonotatus là một loài bọ cánh cứng trong họ Cerambycidae.